# Stretto di Alas
Lo stretto di Alas (indonesiano: Selat Alas) è un braccio di mare che separa l'isola di Lombok, ad ovest, da Sumbawa, ad est, in Indonesia. Amministrativamente fa parte della provincia di Nusa Tenggara Occidentale.
Lo stretto, che collega il mar di Flores con l'oceano Indiano, ha una lunghezza di circa 75 km e una larghezza compresa fra i 15 e i 40 km. Nella sua parte settentrionale sono presenti numerosi isolotti.
Lo stretto di Alas è un importante luogo di pesca di calamari in Indonesia. Dal 1974 al 1983, il 15% di tutti i calamari pescati in Indonesia, sono stati pescati qui.